# Passi (Estland)
Passi is een plaats in de Estlandse gemeente Peipsiääre, provincie Tartumaa. De plaats heeft de status van dorp (Estisch: küla).
Tot in oktober 2017 hoorde Passi bij de gemeente Alatskivi. In die maand werd Alatskivi bij de gemeente Peipsiääre gevoegd.

## Bevolking
De ontwikkeling van het aantal inwoners blijkt uit het volgende staatje:
| Jaar            | 2000 | 2009 | 2011 | 2017 | 2019 | 2020 | 2021 |
| --------------- | ---- | ---- | ---- | ---- | ---- | ---- | ---- |
| Aantal inwoners | 11   | 16   | 5    | 7    | 5    | 5    | 5    |

## Geschiedenis
Passi werd voor het eerst genoemd rond 1900 als Паси, een Russische transcriptie van de naam. Het dorp lag op het landgoed van Kockora (Kokora). In 1922 stond het als Passi op de lijst van dorpen in het onafhankelijk geworden Estland. Tussen 1977 en 1997 maakte Passi deel uit van het buurdorp Torila.